# کانی (گیفو)
کانی (به ژاپنی: 可児市) نام شهری است در استان گیفو ژاپن.
جمعیت آن در سال ۲۰۰۳ میلادی ۹۴٬۴۵۶ و تراکم جمعیت در آن ۱٬۱۱۱٫۳۸ نفر در کیلومتر مربع بود. مساحت کل آن ۸۴٫۹۹ کیلومتر مربع است.
این شهر در ۱ آوریل ۱۹۸۲ بنیاد شد.